# Thermochoria
Thermochoria es un género de libélulas de la familia Libellulidae. Contiene sólo dos especies, ambas africanas:
- Thermochoria equivocata Kirby, 1889[2]
- Thermochoria jeanneli (Martin, 1915)[3]